# Triaki-icosaèdre
Un triaki-icosaèdre est un polyèdre dual d'un solide d'Archimède, ou un solide de Catalan. Son dual est le dodécaèdre tronqué.
Selon la notation de Conway des polyèdres, le préfixe triaki indique que le polyèdre peut être vu comme un icosaèdre auquel une pyramide à base triangulaire a été posée sur chacune de ses faces .
Cette interprétation correspond à d'autres polyèdres, non-convexes, construits également à partir de l'icosaèdre avec des hauteurs de pyramide différentes :
1. Première stellation de l'icosaèdre (quelquefois appelé un triaki-icosaèdre)
2. Grand dodécaèdre étoilé (avec de très grandes pyramides)
3. Grand dodécaèdre (avec des pyramides inversées)